# Upórne
Upórne (en (ucraïnès): Упорне) és un poble de la República Autònoma de Crimea a Ucraïna, que el 2014 tenia 346 habitants. Pertany al districte rural de Pervomàiske.